# Spartak Mińsk
Spartak Mińsk (biał. ФК «Спартак» Мінск) – białoruski klub piłkarski, mający siedzibę w stolicy kraju, mieście Mińsk, grający w latach 1939, 1948 i 1949 w rozgrywkach Klasy B mistrzostw ZSRR.

## Historia
Chronologia nazw:
- 1935: Spartak Mińsk (biał. ФК «Спартак» (Мінск))
- 1954: Spartak-k Mińsk (biał. ФК «Спартак»-к (Мінск))
- 1960: Spartak Mińsk (biał. ФК «Спартак» (Мінск))
- 197?: klub rozwiązano
- 2017: Spartak Mińsk (biał. ФК «Спартак» (Мінск))

Klub piłkarski Spartak Mińsk został założony w miejscowości Mińsk w 1935 roku przy republikańsko-miejskiej organizacji WFST "Spartak" na bazie zespołu Promkooperacja Mińsk. W 1935 występował w Mistrzostwach Dobrowolnego Towarzystwa Sportowego "Spartak" na poziomie ogólnokrajowym. W 1936 zwyciężył w pierwszych rozgrywkach Pucharu Białoruskiej SRR. W 1937, 1938, 1939 brał udział w rozgrywkach Puchar ZSRR, a w 1939 zespół debiutował w Grupie B (D2) Mistrzostw ZSRR. Drużyna wystąpiła bardzo słabo, zajmując 21 miejsce wśród 23 uczestników, w 22 meczach odniosła tylko cztery zwycięstwa. Pod koniec sezonu zespół wrócił do zawodów amatorskich.
W latach 1948–1949 klub ponownie brał udział w rozgrywkach zawodowych, w 1948 zajął 10 miejsce w grupie centralnej Klasy B (D2) Mistrzostw ZSRR, a w 1949 - siódme miejsce. Następnie przez kilka lat drużyna grała w rozgrywkach amatorskich i bezskutecznie brała udział w Pucharze ZSRR (1949, 1952, 1953).
W 1954 roku zespół stowarzyszenia "Spartak" zastąpił Dynama Mińsk w rozgrywkach Klasy A (D1) Mistrzostw ZSRR i występował do 1959 roku, ale ten okres tradycyjnie w statystykach piłkarskich przypisuje się historii Dynama Mińsk. W tym samym czasie drużyna klubowa "Spartak-k" nadal występowała w mistrzostwach Białoruskiej SRR wśród drużyn amatorskich.
W drugiej połowie XX wieku klub przestał istnieć i nie występował nawet na poziomie amatorskim. W latach 90. drużyna z Mińska o tej samej nazwie grała w rozgrywkach futsalu. W 2017 roku klub odrodził się jako drużyna młodzieżowa oparta na mińskiej sekcji dziecięcej Patrick FC.

## Barwy klubowe, strój, herb, hymn
|  |  |

Klub ma barwy czerwono-białe. Piłkarze domowe spotkania zazwyczaj grają w białych koszulkach, czerwonych spodenkach oraz białych getrach.

## Sukcesy

### Trofea międzynarodowe
Do chwili obecnej klub jeszcze nigdy nie zakwalifikował się do rozgrywek europejskich.

### Trofea krajowe
Białoruś
| \| \| Zdobyte trofea w rozgrywkach Białorusi (stan na: 31-05-2021) \| |                                                              |      |          |
| Rozgrywki                                                             | Osiągnięcie                                                  | Razy | Sezon(y) |
| Mistrzostwo                                                           | I miejsce                                                    | 0    |          |
| Mistrzostwo                                                           | II miejsce                                                   | 0    |          |
| Mistrzostwo                                                           | III miejsce                                                  | 0    |          |
| Puchar                                                                | zdobywca                                                     | 0    |          |
| Puchar                                                                | finalista                                                    | 0    |          |
| II liga                                                               | I miejsce                                                    | 0    |          |
| II liga                                                               | II miejsce                                                   | 0    |          |
| II liga                                                               | III miejsce                                                  | 0    |          |
| Białoruś                                                              | Zdobyte trofea w rozgrywkach Białorusi (stan na: 31-05-2021) |      |          |

ZSRR
| \| \| Zdobyte trofea w rozgrywkach Związku Radzieckiego (stan na: 31-12-1991) \| |                                                                         |      |                     |
| Rozgrywki                                                                        | Osiągnięcie                                                             | Razy | Sezon(y)            |
| Mistrzostwo                                                                      | I miejsce                                                               | 0    |                     |
| Mistrzostwo                                                                      | II miejsce                                                              | 0    |                     |
| Mistrzostwo                                                                      | III miejsce                                                             | 0    |                     |
| Puchar                                                                           | zdobywca                                                                | 0    |                     |
| Puchar                                                                           | finalista                                                               | 0    |                     |
| Puchar                                                                           | 1/16 finału                                                             | 1    | 1938                |
| II liga                                                                          | I miejsce                                                               | 0    |                     |
| II liga                                                                          | II miejsce                                                              | 0    |                     |
| II liga                                                                          | III miejsce                                                             | 0    |                     |
| II liga                                                                          | 7.miejsce                                                               | 1    | 1949 (gr.centralna) |
|                                                                                  | Zdobyte trofea w rozgrywkach Związku Radzieckiego (stan na: 31-12-1991) |      |                     |

- Mistrzostwa Białoruskiej SRR:
  - mistrz (2x): 1953, 1956
  - wicemistrz (2x): 1937, 1938
  - 3.miejsce (4x): 1935, 1939, 1951, 1952
- Puchar Białoruskiej SRR:
  - zdobywca (2x): 1952, 1953
  - finalista (1x): 1936

## Poszczególne sezony

### Rozgrywki międzynarodowe

#### Europejskie puchary
Nie uczestniczył w rozgrywkach europejskich.

### Rozgrywki krajowe
ZSRR
| \| \| Bilans występów klubu w rozgrywkach piłkarskich Związku Radzieckiego (Stan na 31 maja 2021 r.) \| |                                                                                                |        |       |   |   |   |    |    |     |                            |        |        |      |
| Poziom                                                                                                  | Rozgrywki                                                                                      | Sezony | Mecze | Z | R | P | B+ | B– | Pkt | Lata                       | Awanse | Spadki | Naj. |
| I | Wysszaja liga                                                                                  | 0      |       |   |   |   |    |    |     |                            | 0      | 0      |      |
| II | Gruppa B / Gruppa II                                                                           | 3      |       |   |   |   |    |    |     | 1939, 1948–1949            | 0      | 0      | 7    |
| | Puchar ZSRR                                                                                    | 6      |       |   |   |   |    |    |     | 1937–1939, 1949, 1952–1953 | 0      | 0      | 1/16 |
| | Bilans występów klubu w rozgrywkach piłkarskich Związku Radzieckiego (Stan na 31 maja 2021 r.) |        |       |   |   |   |    |    |     |                            |        |        |      |

## Piłkarze, trenerzy, prezydenci i właściciele klubu

### Trenerzy
- 05.1936–10.1937:  Władimir Tielak
- 04.1939–05.1939:  Stanisław Leuta
- 06.1939–12.1939:  Anatolij Lewitan
- 1949:  Aleksiej Sokołow

## Struktura klubu

### Stadion
Klub piłkarski rozgrywa swoje mecze domowe na boiskach treningowych SK Dynama. Wcześniej grał na Stadionie Dynama w Mińsku, który może pomieścić 22.000 widzów.

## Kibice i rywalizacja z innymi klubami

### Derby
- Arbita Mińsk
- Budaunik Mińsk
- Charczawik Mińsk
- Dynama Mińsk
- FSzM Mińsk
- Lakamatyu Mińsk
- Mator Mińsk
- Mietrabud Mińsk
- SKIF Mińsk
- SKA Mińsk
- Sputnik Mińsk
- Temp Mińsk
- Tarpieda Mińsk
- Traktar Mińsk
- Uradżaj Mińsk